# Onorata Società (Australia)
L'Onorata Società (in inglese Honoured Society), è il nome che viene dato alla 'Ndrangheta che opera in Australia e a Melbourne in particolare. Chiamata dagli italo-australiani anche:La Famiglia e dagli australiani semplicemente Mafia.

## Storia
La 'ndrangheta ha controllato il crimine organizzato italo-australiano sin dall'inizio del XX secolo lungo tutto la costa est australiana. Sorge all'inizio nello Stato del Queensland dove hanno proseguito la loro forma rurale di crimine organizzato, specialmente nel settore industriale della frutta e verdura. Dal 1928 al 1940, gli furono attribuiti 10 omicidi e 30 bombe esplosive.
Le 'ndrine più in vista sono i Sergi, i Barbaro e i Papalia della Locride.
Coinvolta negli omicidi del mercato Victoria del 1963, fu guidata da Frank Benvenuto sino al suo omicidio avvenuto nel 2000. In connessione a un conflitto per lo scambio di poteri nello scenario malavitoso australiano, nel 2002 fu ucciso anche Tony Romeo, figura di rilievo dell'organizzazione
In base alle dichiarazioni di Pasquale Barbaro Tony Madafferi ed il figlio Matteo (Nipote di Pasquale Barbaro), detto Il principale, un boss di Canberra, Rosario Gangemi sarebbe de facto nuovo capo dell'organizzazione a seguito degli omicidi ai danni d'essa. Gangemi, che ha sempre rappresentato una figura importante all'interno del gruppo, sarebbe, secondo la polizia italiana, autore degli omicidi del mercato Victoria su ordine di Liborio Benvenuto, padre di Frank.
Liborio, ormai prossimo alla morte nominò Giuseppe, Joe, Arena come nuovo padrino di Melbourne. Arena aveva 50 anni quando fu ucciso da una fazione rivale 6 settimane dopo che morì Benvenuto nel 1988.
Michele Scriva, affiliato ai Gangemi fu il primo a commettere un omicidio di mafia accoltellando 91 volte Fat Joe Versace nel 1945, successivamente in carcere per un altro omicidio.
Gangemi morì per cause naturali all'età di 83 anni il 2 luglio 2008 con oltre 250 persone al suo funerale, tra cui alti membri della Banda di Carlton come Mick Gatto.
Con l'operazione Crimine del 2010 si è confermato che i locali presenti in Australia fanno riferimento a una camera di controllo detta Crimine, i cui componenti fanno capo al Crimine di Polsi e si riuniscono periodicamente con le cosche calabresi per assumere decisioni e coordinarsi fra di loro
A conclusione dell'operazione Crimine 2 il 9 marzo 2011 si viene a conoscenza del Locale di Stirling vicino a Perth, e di un presunto esponente, nonché ex sindaco della città, Tony Vallelonga.

## Nella cultura di massa
L'Onorata Società è presente nella miniserie televisiva australiana Underbelly: A Tale of Two Cities.